# هالینا پروگار-کتلینگ
هالینا پروگار-کتلینگ (لهستانی: Halina Prugar-Ketling؛ زادهٔ ۲۶ مارس ۱۹۲۹) تدوین‌گر اهل لهستان است. وی تدوین‌گر بسیاری از فیلم‌های آندری وایدا بود و با کارگردانان نامداری چون رومن پولانسکی، الکساندر فورد، آندژی ژووافسکی، فیلیپ بایون و یانوش زائورسکی هم همکاری کرد. او بابت مشارکت‌های فرهنگی‌اش برندهٔ جایزهٔ مدال برنزی گلوریا آرتیس شد.

## گزیدهٔ فیلم‌شناسی
- قمار فوتبال (۱۹۸۹)
- جن‌زدگان (۱۹۸۸)
- دریاچه کنستانس (۱۹۸۶)
- وقایع‌نگاری رخدادهایی عاشقانه (۱۹۸۶)
- عشقی در آلمان (۱۹۸۳)
- دانتون (۱۹۸۳)
- مرد آهنین (۱۹۸۱)
- رهبر ارکستر (۱۹۸۰)
- دوشیزگان ویلکو (۱۹۷۹)
- شکنجه (۱۹۷۸)
- مرد مرمرین (۱۹۷۷)
- سرزمین موعود (۱۹۷۵)
- قسمت سوم شب (۱۹۷۱)
- چشم‌انداز بعد از نبرد (۱۹۷۰)
- چوب غوشه (۱۹۷۰)
- شکار مگس‌ها (۱۹۶۹)
- همه‌چیز برای فروش (۱۹۶۹)
- چاقو در آب (۱۹۶۲)
- روز هشتم هفته (۱۹۵۸)